# Anita Pallenberg

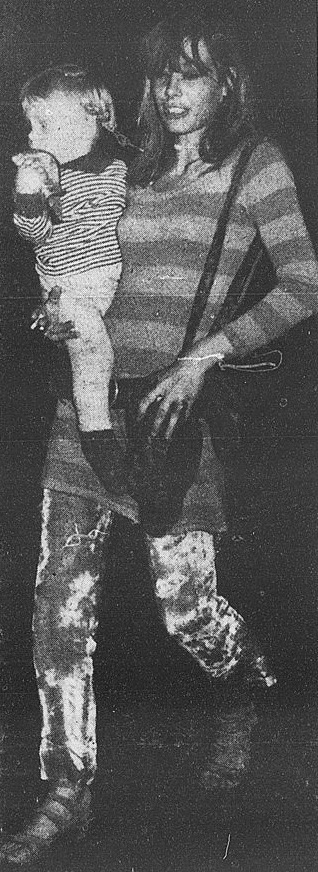
Anita Pallenberg und ihr Sohn verlassen ihr Hotel in Mailand, 2. Oktober 1970

Anita Pallenberg (* 6. April 1942 in Rom oder Hamburg; † 13. Juni 2017 in Chichester, England) war eine deutsche Schauspielerin, Model und Modedesignerin. Bekannt wurde sie in den 1960er Jahren als Groupie, vor allem im Umfeld der Rockband The Rolling Stones.

## Leben
Anita Pallenberg war die Tochter des in Italien tätigen deutschen Reisekaufmannes Arnold Pallenberg (1903–1986, in Italien als Arnaldo geführt), der zuweilen als Sänger und Maler in Erscheinung trat, und der Deutschen Elfriede Paula Wiederhold, Sekretärin an der deutschen Botschaft in Rom. Während die meisten Quellen Rom als Geburtsort nennen, berichteten verschiedene Nachrichtenquellen, darunter die New York Times, nach Pallenbergs Tod im Jahr 2017, ihr Sohn Marlon Richards habe dies korrigiert und erklärt, dass seine Mutter in Hamburg geboren worden sei. Ihr Großvater Franz Pallenberg (1873–1949) war verheiratet mit Angela, geborene Böcklin (1867–1906), einer Tochter des Malers Arnold Böcklin, und ein Nachfahre der Kölner Möbelfabrikantenfamilie Pallenberg. Er war ursprünglich beruflich nach Italien übergesiedelt, wo er deutsche Touristen betreute. Gerüchte, dass sie die Nichte des Schauspielers Max Pallenberg sei, sind unzutreffend.
Anita Pallenberg wurde auf Veranlassung ihres Vaters in ein Internat am Ammersee geschickt, wo sie jedoch wegen häufigen unentschuldigten Fehlens einen Schulverweis erhielt. Danach versuchte sie Kunstrestauratorin zu werden, gab dieses Vorhaben jedoch rasch auf, um per Anhalter große europäische Städte zu bereisen. Per Schiff reiste sie nach New York, wo sie von einer Modelagentur als Mannequin entdeckt und vermittelt wurde. Mit dem Living Theatre trat sie in Paradise Now auf, unter anderem in Andy Warhols Factory.
Ihre Agentur schickte sie 1965 beruflich nach München, wo zur selben Zeit die Rolling Stones gastierten. Bei deren Konzert am 14. September lernte sie hinter der Bühne den Musiker und Stones-Mitbegründer Brian Jones kennen. Pallenberg reiste mit der Band zu einem Auftritt in Berlin und folgte Jones nach London, wo sie mit ihm in einer Liebesbeziehung lebte. Diese endete, nachdem sich Jones ihr gegenüber bei einem Aufenthalt in Marokko gewalttätig verhalten hatte. In Deutschland gab ihr der Regisseur Volker Schlöndorff ihre ersten Rollen in seinen Filmen Mord und Totschlag (erschienen 1967) und Michael Kohlhaas – der Rebell (erschienen 1969).
Ab 1967 (nach der Razzia in Redlands und seit dem Aufenthalt der Stones in Marokko) war Pallenberg mit dem Rolling-Stones-Gitarristen Keith Richards liiert. Aus ihrer Beziehung stammen drei Kinder: Marlon Richards (* 10. August 1969), Dandelion Angela Richards (* 17. April 1972) und Tara Jo Jo Gunne Richards (* 26. März 1976; † 6. Juni 1976), der an plötzlichem Kindstod starb.
Zu einem Skandal kam es 1979, als man ihren 17-jährigen Bekannten Scott Cantrell tot in ihrem Bett in einem New Yorker Apartment auffand, das Keith Richards gehörte. Todesursache war Suizid. Pallenberg war zum Todeszeitpunkt in der Wohnung, wurde aber von jeder Mitschuld freigesprochen. Es gibt Berichte, Cantrell sei beim Russisch-Roulette-Spiel ums Leben gekommen.
Anita Pallenberg starb am 13. Juni 2017 im Alter von 75 Jahren, nach Angaben ihres Sohnes an den Folgen einer Hepatitis-C-Erkrankung. Ihr wurde nach ihrem Tod von ihrer Freundin Marianne Faithfull ein musikalisches Denkmal in dem Lied Born to live gesetzt; siehe Negative Capability.

## Filmografie
- 1967: Mord und Totschlag
- 1968: Wonderwall
- 1968: Barbarella
- 1968: Candy
- 1969: Heads (Kurzfilm)
- 1969: Dillinger ist tot (Dillinger è morto)
- 1969: Michael Kohlhaas – der Rebell
- 1970: Performance
- 1976: Le berceau de cristal
- 1998: Love Is the Devil: Study for a Portrait of Francis Bacon
- 1998: Madonna: Drowned World/Substitute for Love (Musikvideo)
- 2001: Absolutely Fabulous (Fernsehserie, Folge 4x04 Abnehmen)
- 2002: Hideous Man (Kurzfilm)
- 2007: Mister Lonely (von Harmony Korine), als Queen Elizabeth
- 2007: Go Go Tales
- 2009: Chéri – Eine Komödie der Eitelkeiten (Chéri)
- 2009: Napoli, Napoli, Napoli
- 2011: 4:44 Last Day on Earth

## Dokumentarfilm
- Catching Fire: The Story of Anita Pallenberg. Regie: Alexis Bloom, Svetlana Zill; USA, 2023.